# یان اوناپو
یان اوناپو (استونیایی: Jaan Õunapuu؛ زادهٔ ۱۳ سپتامبر ۱۹۵۸) سیاستمدار و نماینده سابق مجلس اهل استونی است.